# لاپوتینتسه
لاپوتینتسه (به صربی: Lapotince) یک منطقهٔ مسکونی در صربستان است که در بوینیک واقع شده‌است. لاپوتینتسه ۶۴۷ نفر جمعیت دارد.